# Suzette Mayr
Suzette Mayr (geboren 1967 in Calgary) ist eine kanadische Schriftstellerin.

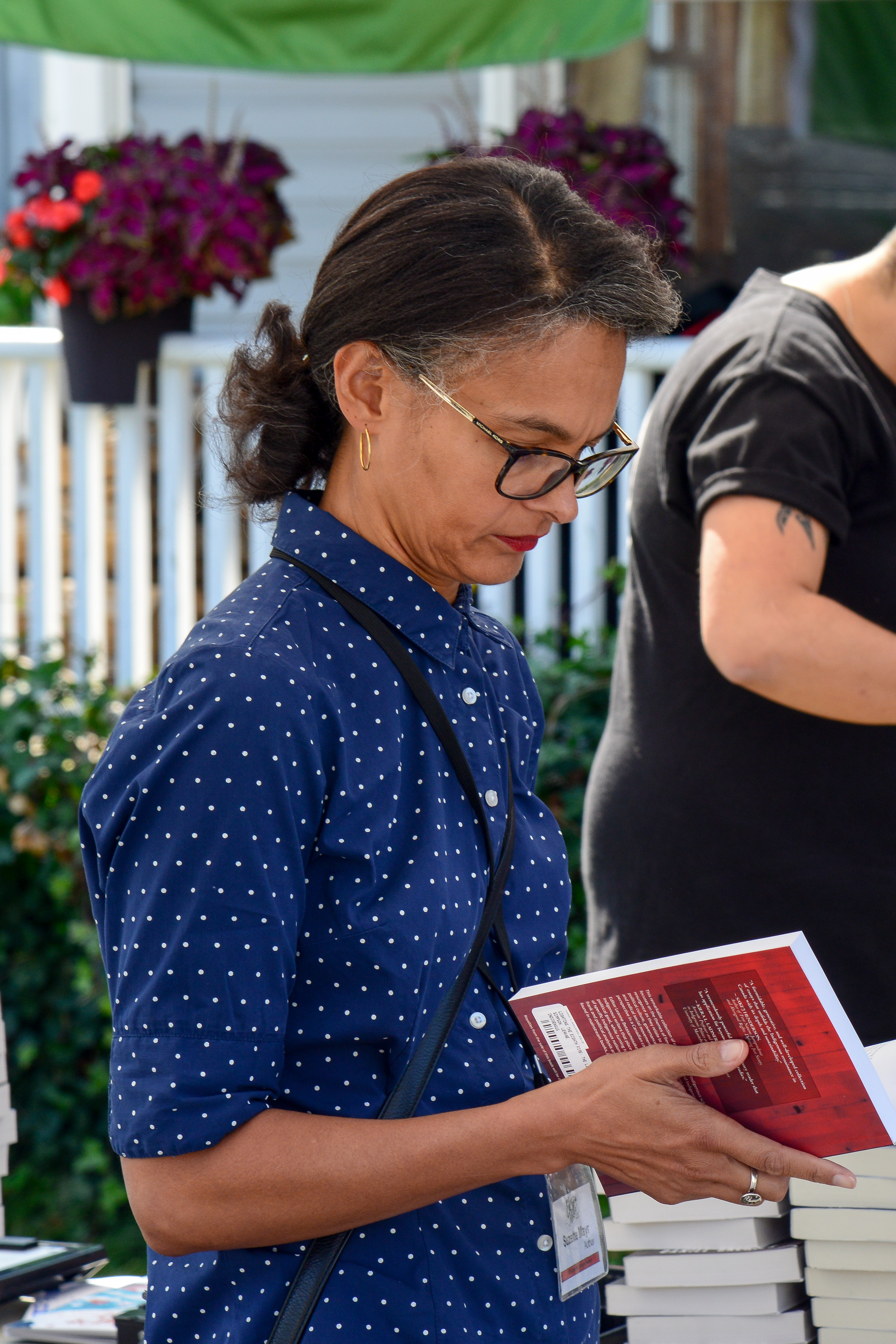
Suzette Mayr (2017)

## Leben
Suzette Mayr stammt aus einer Familie mit karibischen und deutschen Wurzeln. Sie studierte Englisch und Kreatives Schreiben an der University of Calgary und der University of Alberta und wurde an der University of New South Wales promoviert.
Mayr schlug sich als Hilfsarbeiterin durch, bevor sie von ihrem Schriftstellerberuf leben konnte. Sie ist Professorin für Literaturwissenschaft an der University of Calgary.
Im Jahr 2022 erhielt sie den Giller Prize für ihren Roman The Sleeping Car Porter. 2024 wurde Mayr Mitglied der Royal Society of Canada.

## Werke (Auswahl)
- Zebra Talk. Gedichte. 1991
- Moon Honey. 1995
- The Widows. 1998
  - Drei Witwen und ein Wasserfall : Roman. Übersetzung Christine Strüh, Ursula Wulfekamp. München : Schneekluth, 1999
- Tale. Gedichte. 2001
- Venous Hum. 2004
- Monoceros. 2011
- Dr. Edith Vane and the Hares of Crawley Hall. 2017
- The Sleeping Car Porter. 2022
  - Der Schlafwagendiener. Übersetzung Anne Emmert. Wagenbach, 2023